# سباستین سائز
سباستین سائز (انگلیسی: Sebastián Sáez؛ زادهٔ ۲۴ ژانویهٔ ۱۹۸۵) بازیکن فوتبال اهل آرژانتین است.
از باشگاه‌هایی که در آن بازی کرده‌است می‌توان به باشگاه ورزشی آئوداکس ایتالیانو و باشگاه ورزشی الوکره اشاره کرد.